# Eramet
Eramet — французская горнодобывающая и металлургическая компания, производит марганец, никель и сплавы. Основана с финансированием от семьи Ротшильдов в 1880 году. Штаб-квартира находится в XV округе Парижа.

## История
История компании началась с того, что в 1864 году французский геолог Жюль Гарнье (фр.) открыл на Новой Каледонии минерал, названный в его честь гарньерит; этот минерал имел высокое содержание никеля. После этого открытия на островах появилось большое количество предприятий по добыче гарньерита; в 1878 году, в результате падения цены на никель, большинство из них обанкротились, выстояли лишь три крупнейшие компании. В 1880 году они объединились под названием Société Le Nickel (фр., SLN). При финансовой поддержке Ротшильдов новая компания увеличила свои активы до 40 шахт, а также имела доли ещё в 20 шахтах. Ротшильды сохраняли контроль над компанией вплоть до 1970-х годов. В 1929 году была куплена плавильня в столице Новой Каледонии Нумеа, однако к этому времени в добыче никеля на островах появился сильный конкурент — канадская International Nickel Company (INCO).
В 1967 году SLN была объединена с другими горнодобывающими активами Ротшильдов в компанию под названием Imetal (с 1999 года — Imerys). В 1974 году SLN была частично национализирована и поставлена в подчинение французской государственной нефтегазовой компании Elf Acquitaine (фр.); Imetal первоначально сохранила в SLN 50 % акций, но эта доля постепенно слкращалась. В 1983 году для никелевых операций была создана холдинговая компания Eramet-SLN, подчинённая государственной корпорации ERAP (фр.). В 1989 году Eramet-SLN приобрела французскую компанию La Commentryenne, производителя быстрорежущей стали. В 1991 году был поглощён шведский производитель такого же типа стали Kloster Speedsteel (швед.), что сделало Eramet-SLN мировым лидером в её производстве. Также в 1991 году было создано партнёрство с японской сталелитейной компанией Nisshin Steel. В 1994 году был куплен контрольный пакет акций компании Eurotungstène Poudres, производившей кобальт и вольфрамовую сталь. Также в 1994 году Eramet-SLN была частично приватизирована путём размещения акций на бирже, а название компании было сокращено до Eramet. В 1995 году было куплено 46 % акций компании Comilog (фр.), которая вела добычу марганца в Габоне; в 1997 году доля была увеличена до 61 %. В 1999 году был поглощён французский производитель никелевых сплавов Société Industrielle de Materiaux Avancés (SIMA), принадлежавший семье Дюваль, которая взамен получила долю в Eramet. В 2000 году был открыт новый горнообогатительный комбинат в Моанда (Габон).
В 2006 году был куплен рудник Веда-Бэй в Индонезии. В 2008 году был приобретен контрольный пакет акций норвежской группы Tinfos (нор.). В 2012 году была создана дочерняя компания Eramine Sudamerica для разработки месторождения лития в Аргентине. В 2014 году началась разработка минеральных песков в Сенегале. В 2017 году была продана компания Eurotungstène. Также в 2017 году в долю в руднике Веда-Бэй вошла китайская группа Tsingshan Holding (в 2018 году она увеличила свою долю до 57 %). В 2023 году сталелитейное подразделение Erasteel было продано бельгийскому инвестиционному фонду Syntagma Capital.

## Деятельность

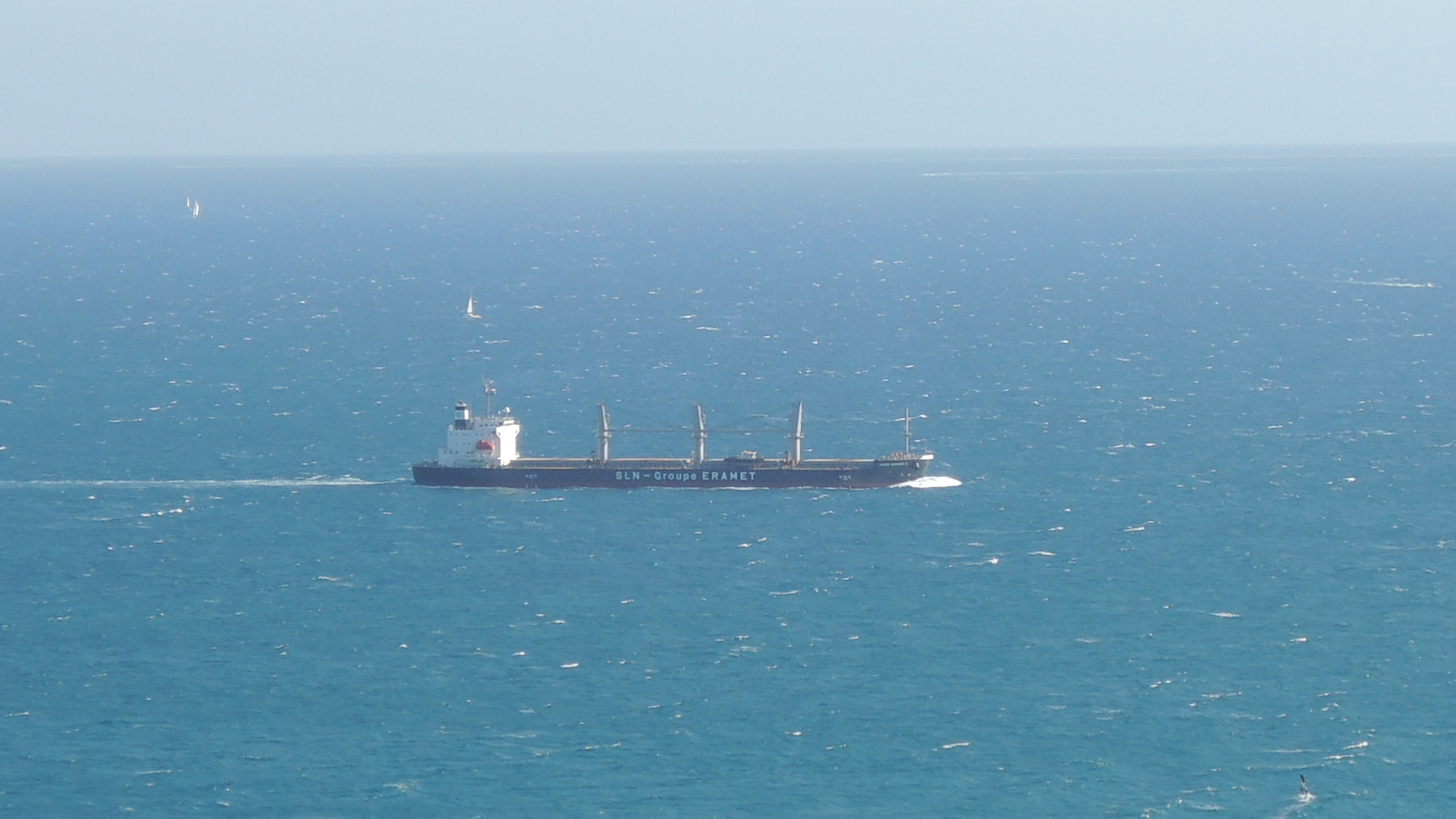
Судно компании «Эрамет» в лагуне Нумеа в 2012 году

Подразделения по состоянию на 2023 год:
- марганец — шахты по добыче марганца в Моанде (Габон), а также 6 металлургических заводов, расположенных во Франции, Норвегии и США; 52 % выручки;
- никель — месторождение никеля в Индонезии Веда-Бэй (крупнейшее в мире), разрабатываемое совместно с китайской группой Tsingshan Holding, а также шахты в Новой Каледонии; 41 % выручки;
- минеральные пески — добыча руды титана и циркона в Сенегале; 7 % выручки;
- литий — проект в Аргентине Centenario-Ratones с применением собственной технологии прямого выделения лития из рапы (также совместно с Tsingshan).

Выручка компании за 2023 год составила 3,25 млрд евро, её распределение по регионам: Азия — 66 %, Европа — 18 %, Северная Америка — 11 %, другие регионы — 5 %.
Компания ведёт деятельность во Франции, Норвегии (марганцевые сплавы), США (марганцевые сплавы), Аргентине (литий), Габоне (добыча руды марганца), Сенегале (добыча минеральных песков), Индонезии (добыча и переработка руды никеля) и Новой Каледонии (добыча руды никеля).

## Собственники и руководство
Крупнейшими акционерами по состоянию на 2024 год были семья Дюваль (37 % акций) и правительство Франции (27 %).
Кристель Бори (Christel Bories, род. 20 мая 1964 года) — председатель совета директоров и генеральный директор с мая 2017 года; до этого была заместителем управляющего в Ipsen.